# 姉妹都市

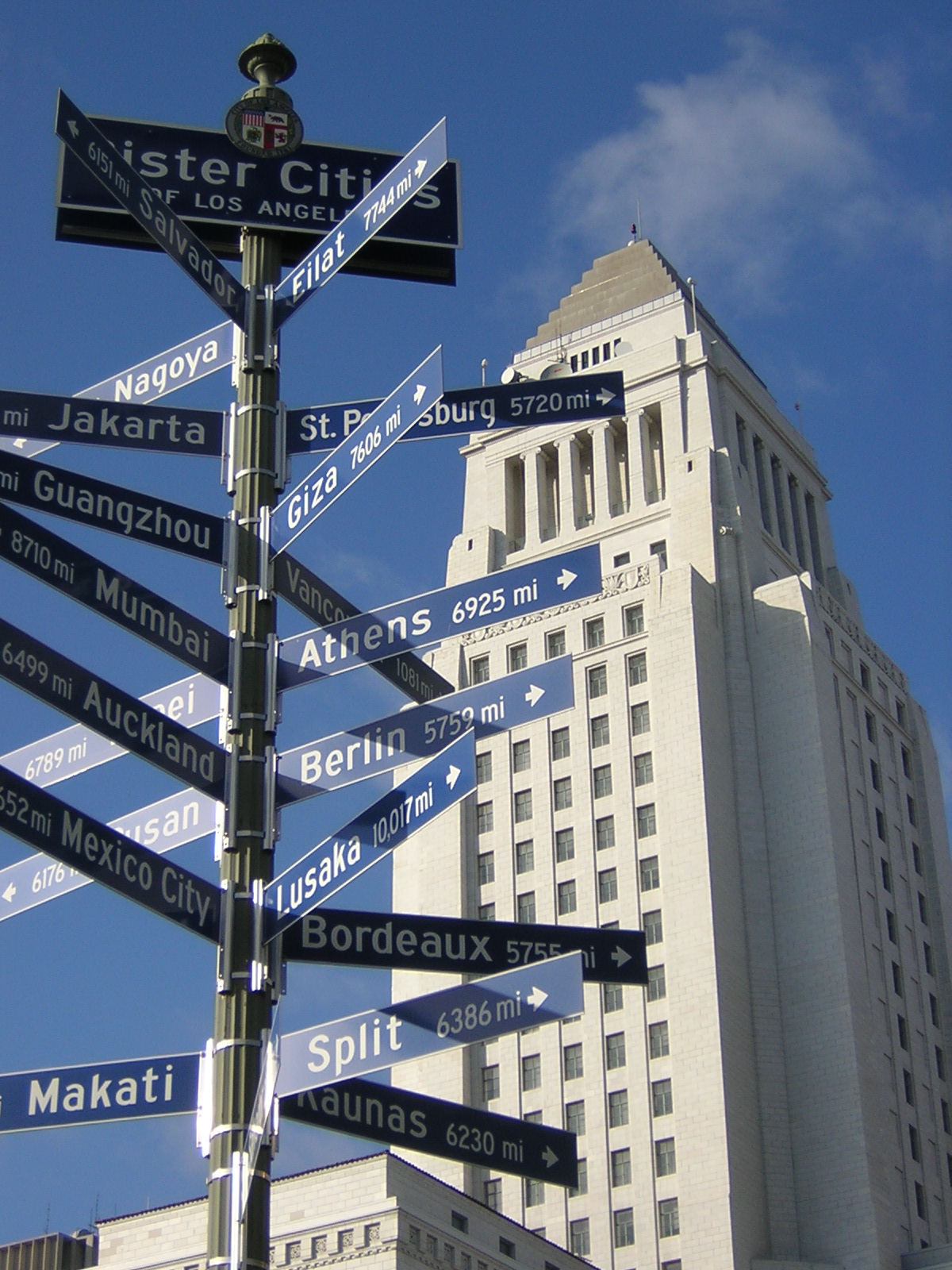
姉妹都市の方角と距離を示す標柱（ロサンゼルス市）

姉妹都市（しまいとし）は、文化交流や親善を目的とした地方政府同士の関係を指す。友好都市（ゆうこうとし）、親善都市（しんぜんとし）などとも呼ばれる。国同士の外交関係とは別のものである。

## 定義

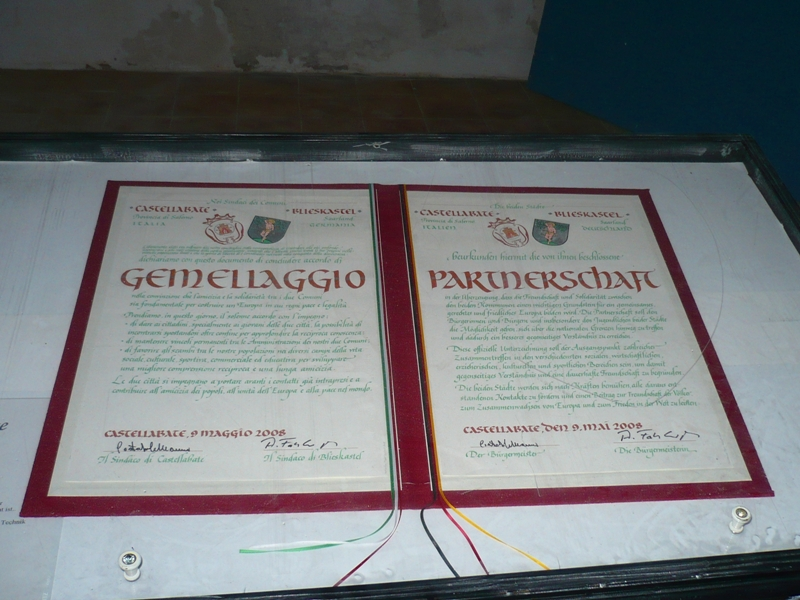
姉妹都市盟約書の例。カステッラバーテ（イタリア）とBlieskastel（ドイツ）のもの。

姉妹都市提携に確立された明確な定義はない。一般に国際的な自治体交流関係を指すが、国内における距離を隔てた自治体間の提携にも「姉妹都市」やそれに類する名称が使われることがある（国内姉妹都市）。国内での姉妹都市提携としては日本の東京都中央区と山形県東根市、オーストラリアのバンクスタウンとブロークンヒルなどがある。
3つの都市が互いに姉妹都市提携を結びあっている場合もある（例を挙げれば、金沢市と蘇州市と全州市や、奈良市と太宰府市と多賀城市は互いに姉妹都市である。ただし提携開始の時期はそれぞれ異なっており、意図して実現したものではない)。
自治体国際化協会では、統計・整理上の基準として
1. 両首長による提携書があること
2. 交流分野が特定のものに限られないこと
3. 交流するに当たって、何らかの予算措置が必要になるものと考えられることから、議会の承認を得ていること

の3要件をすべて満たすものを「姉妹（友好）自治体」として扱っている。
当事者は「都市」に限定されず、また基礎自治体（日本の市町村レベル）だけでなく広域自治体（日本の都道府県レベル）の提携関係も含まれ得る。ただし、日本では広域自治体（都道府県）の姉妹・友好関係は外国の州・省などとの国際交流が中心となっており、国内都道府県の間では岐阜県と鹿児島県（1971年姉妹県盟約）、兵庫県と沖縄県（1972年友愛交流提携）などごく少数に留まっている。

## 名称

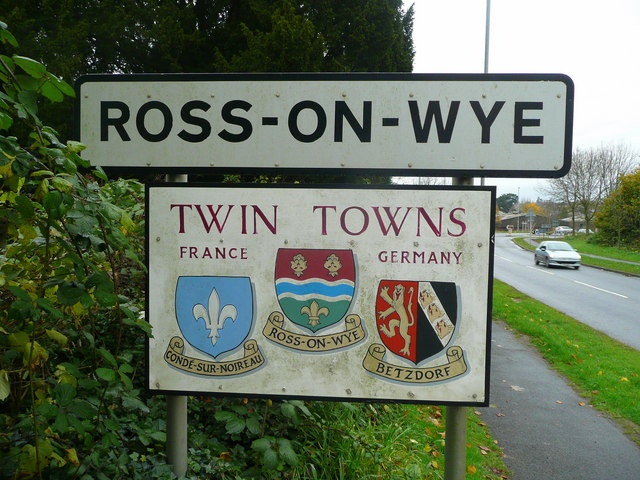
英国・ウェールズのRoss-on-Wye市の入口を示す看板。姉妹都市（twin towns）の名が記されている。

都市間の提携には「姉妹都市」のほか、「兄弟都市」、「双子都市」、「パートナー都市」、「友好都市（友好城市）」などの名称のものもあるが、論文や統計では実質的な意味でこれらも「姉妹都市」に含めることがある（本項も含めている）。

### 「姉妹都市」という名称
姉妹都市の関係を意味する各国の言語ごとに表現は次の通りである。
| 国・地域     | 言語         | 表現                                           | 備考                         |
| ------------ | ------------ | ---------------------------------------------- | ---------------------------- |
| アメリカ     | 英語         | sister city                                    | 「姉妹都市」に相当する       |
| アメリカ     | スペイン語   | ciudad hermana                                 | 「姉妹都市」に相当する       |
| イギリス     | 英語         | twin city, twin town                           | 「双子都市」に相当する       |
| イタリア     | イタリア語   | città gemellare、comune gemellato、gemellaggio | 「双子都市」に相当する       |
| オーストリア | ドイツ語     | Schwesterstadt                                 | 「姉妹都市」に相当する       |
| スペイン     | スペイン語   | ciudad hermana                                 | 「姉妹都市」に相当する       |
| 台湾         | 中国語       | 姊妹城市                                       | 「姉妹都市」に相当する       |
| ドイツ       | ドイツ語     | Schwesterstadt                                 | 「姉妹都市」に相当する       |
| ドイツ       | ドイツ語     | Partnerstadt                                   | 「パートナー都市」に相当する |
| 韓国         | 韓国語       | 자매 도시                                      | 「姉妹都市」に相当する       |
| 中国大陸     | 中国語       | 姊妹城市、姐妹城市                             | 「姉妹都市」に相当する       |
| 日本         | 日本語       | 姉妹都市                                       |                              |
| ポルトガル   | ポルトガル語 | cidade irmã                                    | 「姉妹都市」に相当する       |
| ポルトガル   | ポルトガル語 | Geminação de cidades                           | 「双子都市」に相当する       |
| フランス     | フランス語   | ville jumelée                                  | 「双子都市」に相当する       |
| ロシア       | ロシア語     | города-побратимы                               | 「兄弟都市」に相当する       |

### 「姉妹都市」と「友好都市」

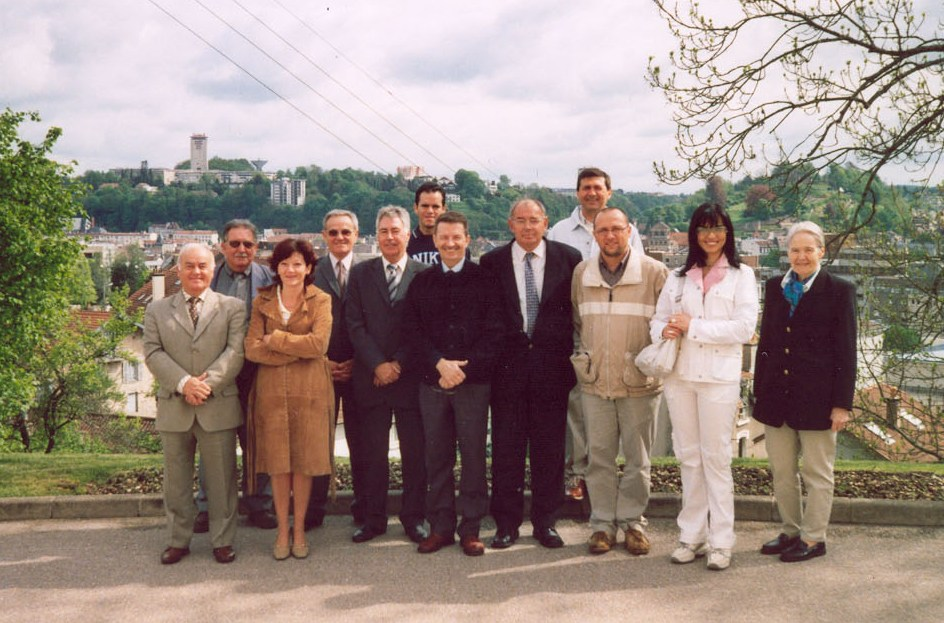
姉妹都市カンタラーナ（イタリア）とシャントレーヌ（フランス）の自治体首脳（2005年）。

自治体提携には「友好都市」（英語: friendship city）という表現が使用される場合もあり、「姉妹都市」と併用されることもある。「姉妹都市」と「友好都市」の違いについても明確で統一された基準があるわけではなく、
- 表現が違うのみで、提携の内容に実質的な違いはない
  - 「姉妹」ではどちらが「姉」でどちらが「妹」か、つまりどちらが上位にあるかという議論を避けるため
- 提携の範囲や深さ、形態などに相違がある場合に使い分ける
  - 分野を問わない交流を「姉妹都市」とするのに対して、特定の分野での交流を「友好都市」とする
  - 自治体（行政）主導の「姉妹都市」に対して、市民主導の交流を「友好都市」とする
  - 「友好都市」よりも密接な関係として「姉妹都市」を位置づける

といったように、運用もまちまちである。全米国際姉妹都市協会では米国国内での sister cities（姉妹都市）と friendship cities（友好都市）の相違について、たいていの場合「姉妹都市」と「友好都市」との違いはないが、違いのある場合には「姉妹都市」に比べて範囲の限られた交流に「友好都市」が使われる傾向がある、としている。

## 歴史
地理的・政治的に隔たった都市と都市との提携関係は古くからある。「最古の姉妹都市」として、中世の836年までさかのぼるパーダーボルン（ドイツ）とル・マン（フランス）が挙げられたり、1893年のニューバーン（アメリカ）とベルン（スイス）が挙げられたりするが、今日的な意味での姉妹都市運動がはじまるのは第二次世界大戦以後である。先述のパーダーボルンとル・マンも、1967年に近代的な姉妹都市として正式な書面を交わしている。
第二次世界大戦後の国際的な姉妹都市の活動には2つの潮流があるとされる。ひとつはヨーロッパ内において敵対した国との関係修復のためにはじまった運動、もうひとつはアイゼンハウアー米大統領が提唱した「市民と市民（ピープル・トゥ・ピープル）プログラム」（people-to-people program）である。このことがきっかけで「全米国際姉妹都市協会」が創設された。いずれも大戦による荒廃を出発点として、国境を越えた市民間の交流を行い、相互理解を深めることで世界平和に寄与することを目標としている。

## 姉妹都市の運用

### 提携相手の選定
姉妹都市の提携先の選定にあたっては、地理的環境・人口・面積・自然環境・産業など都市の類似性がきっかけになっている場合と、産業や個人の仲介等の縁やつながりがきっかけになっている場合に大きく分かれる。日本の国土交通省が国際姉妹都市交流を行っている日本国内の自治体に対して行ったアンケートによれば「姉妹都市提携の契機」としては「共通項（自然、歴史など）の発見」がもっとも多く、次いで「紹介（第三者からの紹介やアドバイス、推薦など）」「来訪（市長など）」「市民交流（草の根交流など）」などの順になっている。
- 都市の類似性
  - 地理的環境の類似性
    - パースと鹿児島市（南緯32度と北緯32度[3]）

  - 産業の類似性
    - ポートリンカーンと室戸市（マグロ産業[3]）
- 産業のつながりや個人的仲介など
  - 産業的なつながり
    - ホバート市と焼津市（遠洋漁業の寄港地[3]）

  - 個人の仲介
    - ノーザンビーチ（旧マンリー）と台東区[3]

### 自治体統廃合と提携
日本国内では平成の大合併があるほか、海外でも市町村合併がある。姉妹・友好提携している市町村の一方が合併で姿を変えた場合、たいていは提携の継続を決めるが、まれに提携解消に至ってしまうこともある。例として、2006年10月、奈良県生駒市と兵庫県豊岡市は、当初の提携町である竹野町が合併し豊岡市となったことを理由に、友好都市提携を解消した。

### 姉妹都市間の交流内容
- 文化交流
  - 姉妹都市となった双方の都市での記念公園の設置、幼稚園や学校での絵画の交換や展示[3]。
- 教育交流
  - 学生の交流、教師の派遣、学校間での文通[3]。
- スポーツ交流
  - 親善試合や交歓試合の実施、選手団の受け入れ[3]。
- イベント参加
  - 文化使節団、博覧会への出展など[3]。
- 人的交流
  - 農業関係者や医師などの交流[3]。
- 地方自治体職員交流
  - 公共事業などの専門的知識の交換[3]。
- 動物交換
  - 両都市にある動物園や野鳥園での動物交換[3]。

## ヨーロッパにおける姉妹都市

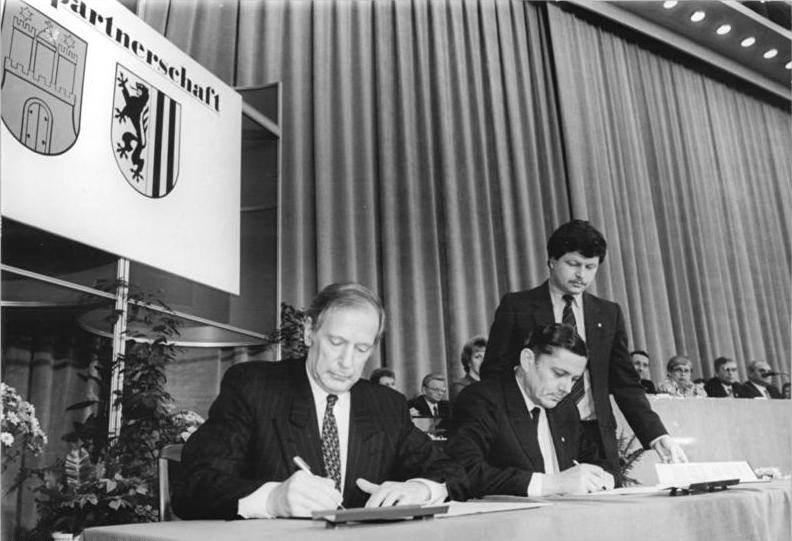
ドレスデン（当時東ドイツ）とハンブルク（西ドイツ）の市長による交流協定締結（1988年）。

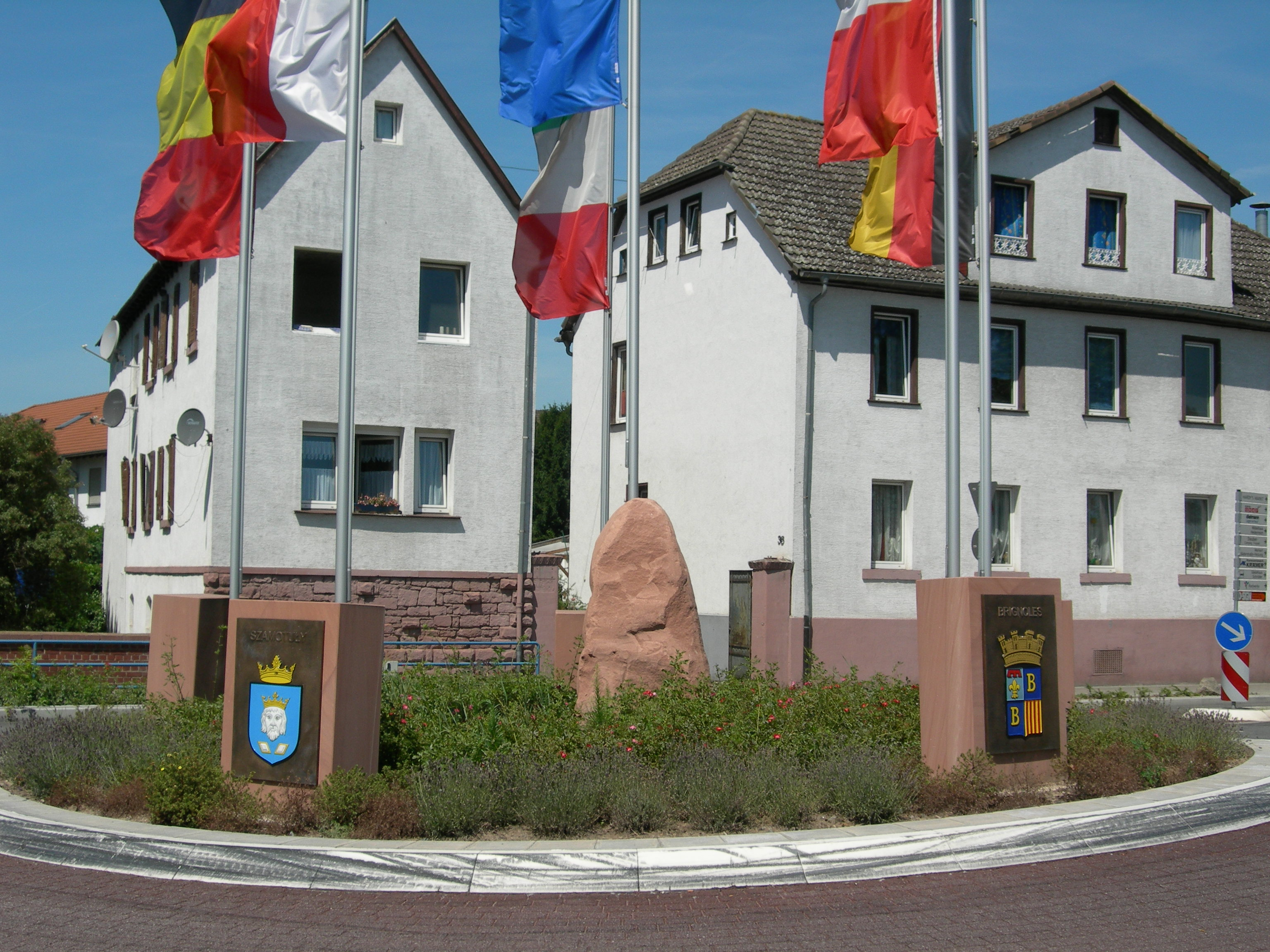
グロース＝ゲーラウ（ドイツ）の姉妹都市モニュメント。

「最古の姉妹都市」は、836年にはじまったパーダーボルン（現・ドイツ）とル・マン（現・フランス）との関係である、とされることがある。これは、4世紀に活動したル・マン司教で、のちに列聖されたリボリウス (Liborius of Le Mans) の聖遺物がパーダーボルンの聖堂に分けられた縁によるものである。
近代的な姉妹都市の最初の事例として、1905年に英国ウェスト・ヨークシャーのキースリー (Keighley) がフランスのピュトーと結んだ「姉妹都市」関係が挙げられることもある。1920年に行われたキースリーとフランスのポワ・デュ・ノール (Poix-du-Nord) の提携が挙げられることもあるが、正式な盟約書は1986年まで交わされていない。
第二次世界大戦の惨禍は、ヨーロッパの人々に国境を越えた相互理解の重要性と、和解への努力の必要を知らしめることになり、戦後間もなくかつての敵国の都市との間に提携が結ばれるようになった。たとえば、英国のコヴェントリーは、西ドイツのドレスデンと姉妹都市関係を結んでいる。両都市は戦争中に大規模な空襲を受け、市民に多くの犠牲を出した都市である（このほか、コヴェントリーは戦争中の1944年にソ連のスターリングラード（現ヴォルゴグラード）と提携を結んでいる）。また、英国のブリストルは、英軍占領下のドイツ・ハノーファーに親善使節を送ったことを縁として1947年に姉妹都市となっている。1951年に設立された欧州地方自治体会議 (Council of European Municipalities and Regions) （CCRE-CEMR）はその主要事業として姉妹都市縁組を行っており、ヨーロッパ内の姉妹都市提携は1950年代に急激な増加を見せた。1970年代には南欧諸国（ギリシャ・スペイン・ポルトガル）が民主化を果たし、これらの国々の都市との姉妹縁組も盛んに行われるようになった。
戦後に分断された東西ドイツ間でも姉妹都市提携が行われた。旧東西ドイツ間の著名な姉妹都市としては、ハノーファーとライプツィヒ（大規模な見本市の開催地どうしの縁）、ドレスデンとハンブルクが挙げられる。1989年以降の東欧諸国の民主化は、西欧圏と東欧旧共産圏の都市間提携を活発化させた。
ヨーロッパでの国際姉妹都市提携は、欧州連合（EU）によって支援されている。2003年には1300のプロジェクトに対し1200万ユーロが支出された。欧州地方自治体会議も、教育文化総合理事会 (Directorate-General for Education and Culture (European Commission)) と連携して、近代的で良質な姉妹都市関係を促進し、自治体交流の仲立ちをしている。
また、国際的な提携と市民交流の手法として、さまざまな市民団体や学校・病院・教会などを一対一で結びつける「リンキング」が盛んに行われている

## 北米における姉妹都市
アメリカでは、145ヶ国と姉妹提携を結ぶ全米の市、郡、州政府及び他国の自治体の一部が加盟する全米国際姉妹都市協会（Sister Cities International）が国際姉妹交流支援。アメリカ合衆国国務省から一部資金援助を受けている。日米の姉妹都市は、日米姉妹都市協会（Japan-United States Sister City Association、略称：JUSSCA、ジャスカ）が国内で姉妹交流を支援。

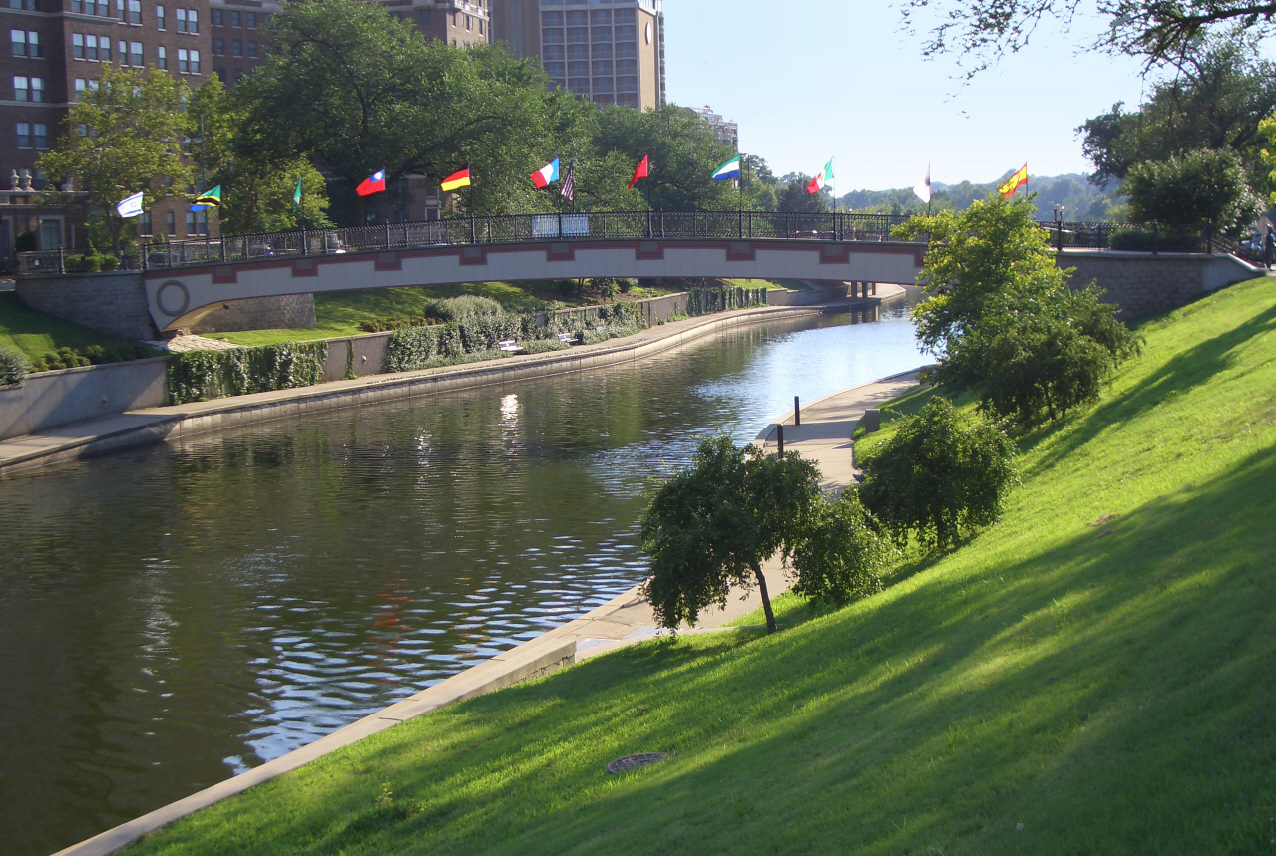
カンザスシティ（ミズーリ州）の姉妹都市橋。

1893年のアメリカ合衆国ノースカロライナ州のニューバーンとスイスのベルンが「世界最古の姉妹都市」に挙げられることもある。もともとニューバーン（新ベルン）はベルンからの移民によって築かれた都市であり、従来からの人的交流の上にできた自然発生的な姉妹都市とも言える。このほか、近代的な国際姉妹都市のはじまりとして、1931年に結ばれたオハイオ州のトレドとスペインのトレドとの提携が挙げられることもある
1944年にはカナダのバンクーバーがソビエト連邦ウクライナ共和国のオデッサと姉妹都市関係を結んだことが特記される。この提携は、第二次世界大戦中の支援政策を背景としたもので、港湾都市どうしの盟約であった。
第二次世界大戦後、荒廃したヨーロッパを市民の力で復興することを目標に都市間の提携が結ばれるようになった。1953年に就任したアイゼンハワー米大統領は「市民と市民」（people-to-people）の関係による国際親善 (Citizen diplomacy) の重要性を喚起し、1956年11月11日に「ピープル・トゥ・ピープル・プログラム」を発表、国際的な姉妹都市（Sister City）提携を提唱した。
「ピープル・トゥ・ピープル・プログラム」によって、部門ごとに42のピープル・トゥ・ピープル委員会（People to People committee）が設立された。ピープル・トゥ・ピープル委員会の中の「市民委員会」の事業として米国と国外との姉妹都市提携は進み、1956年時点で40件であった姉妹都市は、1967年には58カ国350件までに増加した。全米国際姉妹都市協会（Sister Cities International）が発足した。
アイゼンハワーの「ピープル・トゥ・ピープル・プログラム」は、冷戦構造の「雪解け」の中での米ソの融和を模索したものとされる。実際に米国とソ連の間で最初に結ばれた姉妹都市提携は1973年、シアトルとタシュケント（ウズベキスタン）の間に結ばれたものとなる。
21世紀に入り、アメリカ同時多発テロ事件やイラク戦争などの状況を受ける形で、全米国際姉妹都市協会は「イスラム平和友好イニシアチブ」や、国務省の財政支援を受けた「平和のためのアメリカ・イラク国際パートナーズ」事業を進め、それまで手薄であったイスラム圏の都市との対話交流と相互理解を促している。

## 日本における姉妹都市

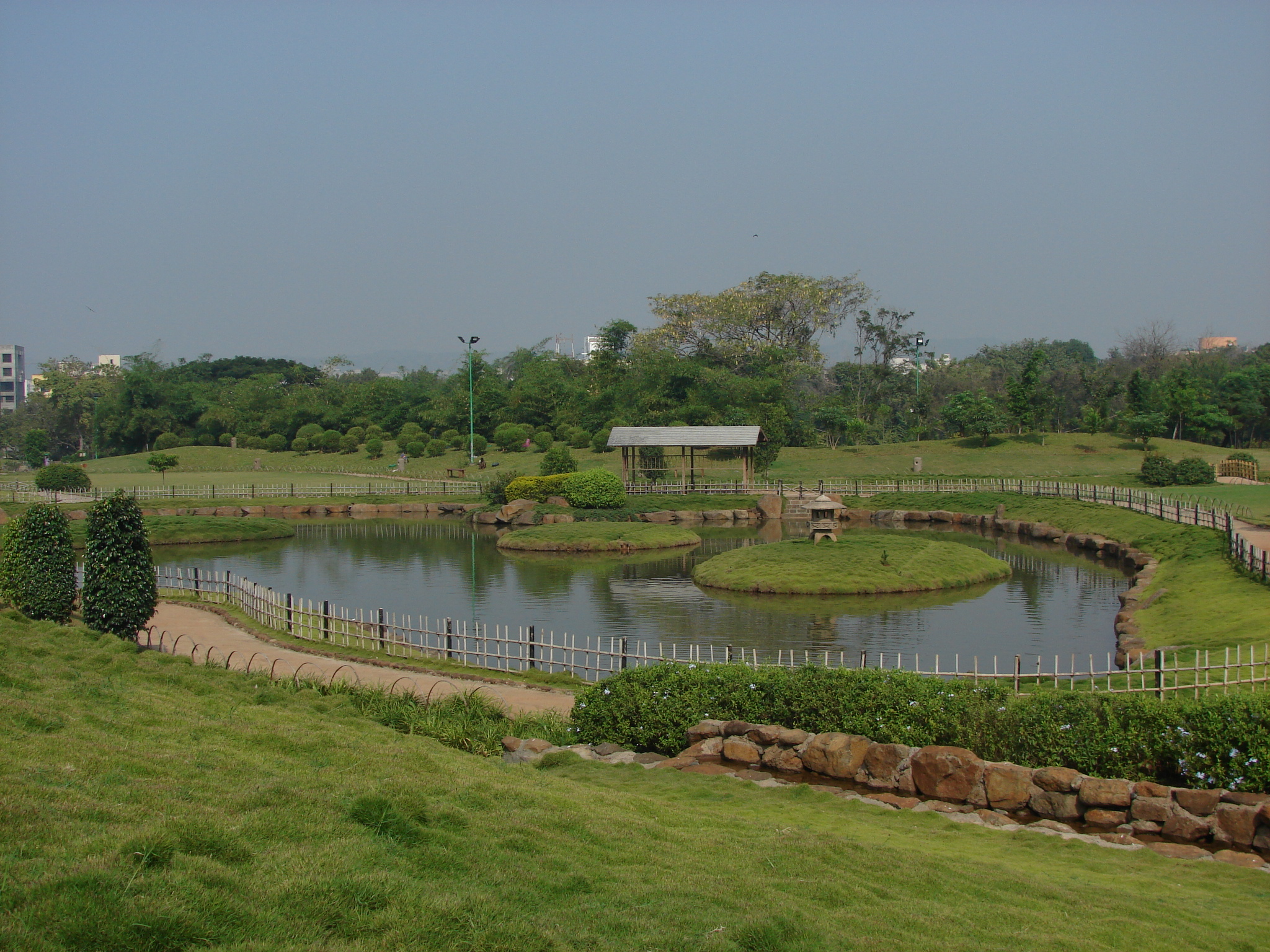
インド・プネー市のプネー岡山友好公園。同市は岡山県の姉妹都市である。

### 日本での名称
日本において国際的・国内的に広く用いられている表現は「姉妹都市」である。このほか「友好都市」や「友好交流都市」・「親善都市」などの表現も用いられる。「姉妹都市」と「友好都市」等には、実質的な違いがないものとあるものの双方がある（#「姉妹都市」と「友好都市」節も参照）
日本での国際自治体提携上の「友好都市」は、「姉妹」では上下の関係が生じることから中華人民共和国との間で使われるようになった（中国語では「友好城市」）。たとえば奈良市は、国際自治体提携の相手方が中国の都市ならば「友好都市」、中国以外ならば「姉妹都市」と使い分けている。「友好都市」は、現在では中国以外にも使われることがある。
「姉妹都市の前段階」としての交流や、分野を絞った形での交流に、「姉妹都市」と差異のある「友好都市」の名称が使われることがある。たとえば先述の奈良市は、国内の自治体提携に関しては「姉妹都市」の前段階として「友好都市」と位置付けている。川崎市では「姉妹都市」と「友好都市」の区分があり、「教育・文化・スポーツ・芸術・経済といった多方面にわたる国際交流」を行う都市を「姉妹都市」、「都市間の特性を生かして実質的な市民レベルでの交流」を行う都市を「友好都市」と区分している（この定義では瀋陽市は姉妹都市となるが、上述の「姉妹」の問題から「友好都市」の名義となっている）。また、長崎市では「姉妹都市」と「市民友好都市」の区分があり、「特定分野に限られない幅広い交流を行う」ものを「姉妹都市」、「姉妹都市提携等の形式にとらわれず、自由、気軽に付き合え、市民や民間交流団体が主体となって実質的な交流を行うことを相互の都市が意思確認」した都市を「市民友好都市」としている。
以下の提携では、一般的な「姉妹都市」ではなく、「兄弟都市」が用いられる。これらの都市でも一律に「兄弟都市」を用いているわけではなく、他の都市との関係には「姉妹都市」や「友好都市」などを用いている。
- 島原市（長崎県） - 豊後高田市（大分県）

1969年4月締結。旧領主深溝松平家（島原藩とその飛び地領）であった縁。
- 鹿児島市（鹿児島県） - 鶴岡市（山形県）

1969年11月締結。戊辰戦争を契機とした西郷隆盛と庄内藩の縁（南洲翁遺訓参照）。
- 沖縄市（沖縄県） - 豊中市（大阪府）

1974年11月締結。「いちゃりばちょーでー」（「出会えば皆兄弟」を意味する沖縄語）に由来する。
- 近江八幡市（滋賀県） - レブンワース市（米国カンザス州）

1997年2月締結。近江兄弟社の創設者ヴォーリズの縁。
- いわき市（福島県） - 延岡市（宮崎県）

1997年8月締結。旧領主内藤氏の縁（磐城平藩から延岡藩へ移封）。いわき市によれば「兄弟」とは「親近感や連帯感などの強い結びつき」を持つ「対等の立場」であり、「相互交流を通じて、学び合い、競い合って、それぞれの個性を高め、共に躍進していく」願いが込められているという。
また、提携関係を家族になぞらえたユニークな名称では、次のものがある。
- 近江八幡市（滋賀県） - 富士宮市（静岡県）　「夫婦都市（めおととし）」

1968年8月締結。琵琶湖を掘った土で富士山が築かれたとの伝説から。
- いわき市（福島県） - 由利本荘市（秋田県）　「親子都市」

1986年8月締結。旧領主岩城氏の縁（磐城地方の戦国大名から出羽亀田藩へ）。親密さを親子の関係になぞらえ「最も親しみをこめた愛情溢れる関係を末永く続けるため」名付けたもの。
- 函館市（北海道） - 青森市（青森県）　「ツインシティ（双子都市）」

1989年3月締結。古くから津軽海峡を挟んで人・物の交流があったが、1988年の青函トンネル開通後、積極的な交流を進めともに発展していくことを念願したもの。

### 国際提携

#### 数と広がり
自治体国際化協会の集計（基準は上述）によれば、2016年8月31日現在の国際姉妹（友好）都市提携は1696件に上る（都道府県158件、市区町村は1538件）。国別ではアメリカ合衆国447件、中国362件、韓国161件、オーストラリア108件などとなっている。なお、日本と国交のない中華民国（台湾）との間でも17件の姉妹都市提携が結ばれている（日本李登輝友の会調べのデータでは、日本と台湾の姉妹都市提携（友好協力協定や友好交流覚書の提携先も含む）を2016年9月16日現在で56件としている）。
珍しいものでは鳥取県境港市が1992年から朝鮮民主主義人民共和国（北朝鮮）江原道元山（ウォンサン）市と姉妹都市提携していた。国レベルの公式な外交関係がない北朝鮮の都市との友好提携はこれ1件であったが、2006年の北朝鮮（国レベル）による地下核実験表明後、境港市側から元山市側に対して「破棄」が通知された。したがって、日本と北朝鮮との姉妹都市提携は現在は1件もない。
日本においては、一般財団法人自治体国際化協会交流支援部交流親善課が国際的な姉妹都市関係の情報提供や支援を行っている。日米の姉妹都市関連は、国内で日米姉妹都市協会が姉妹都市交流を支援。

#### 歴史
日本と海外との最初の姉妹都市提携は1955年12月7日、長崎県長崎市とアメリカ合衆国ミネソタ州セントポール市の間で締結された。アイゼンハワー大統領が「ピープル・トゥ・ピープル・プログラム」を発表して国際都市提携を提唱するのに先立つもので、米国にとってもアジアの都市との初の姉妹都市提携であった。アイゼンハワー大統領提唱後、1956年に全米国際姉妹都市協会（Sister Cities International）がワシントンDCで創設。
1955年5月、ニューヨーク駐在の日本国際連合協会代表ウィリアム・G・ヒューズの斡旋によって折衝が始まり、国際連合事務局から両市に勧誘状が出されて、国連デー（10月24日）を期して結成式が行われた。その後、12月5日に長崎市議会全員協議会が承認、12月7日にセントポール市議会が議決して正式に姉妹都市提携が締結された。提携の日付（セント・ポール市議会での議決の日）は日米開戦（真珠湾攻撃）の米国における日付であり、原爆投下地である長崎市との提携には、第二次世界大戦後の日米和平の象徴としての意味が込められていると解釈される。
長崎とセントポールに次ぐ姉妹都市提携は、1957年3月の仙台市とリバーサイド（米国カリフォルニア州）、1957年7月の岡山市とサンノゼ（米国カリフォルニア州）である。初期の姉妹都市縁組の大半はアメリカ合衆国の都市との間に結ばれた。1959年末までに結ばれた27件の姉妹都市提携のうち、米国以外の都市との提携は6件のみである。米国以外の都市との初の提携は、1957年9月の倉敷市とザンクト・ペルテン（オーストリア）である。
1964年の日本人の海外観光渡航の自由化と東京オリンピックの開催を挟み、1960年代の終わりまでには146件の姉妹都市縁組（うち86件が米国）が結ばれ、提携先も広がった。1961年にはソ連（当時）の都市との初めての姉妹都市提携を舞鶴市（京都府）とナホトカが結んでいるほか、1963年には南半球の都市と初の提携を大和高田市（奈良県）とリズモー（オーストラリア）が結んだ。南アメリカとの初の提携は1963年の珠洲市（石川県）とペロタス（ブラジル）、アジアの都市との初の提携は1964年に串本町（和歌山県）とヤカケント（トルコ）の間で結ばれている。1968年には国交正常化後間もない韓国の都市との初の提携を萩市（山口県）と蔚山市が結んでいる。
1970年代に入ると一般市民が提携先都市への訪問団に参加したり、学生交流やホームステイの相互受け入れが行われたりするようになった。1972年に国交正常化が行われた中華人民共和国の都市との初の提携は1973年に神戸市と天津市との間で結ばれている。
1980年代に入ると、中国や韓国といったアジアとの姉妹都市提携が増加した。また、1987年に始まった外国語青年招致事業（JETプログラム）は、多くの姉妹都市提携と国際交流の機縁となった。国際姉妹都市提携のピークは1992年で、年間に80件の新規提携があった。
2000年代に入ると、自治体の財政難のために国際交流に関する予算が削減されたり、合併により休眠状態の提携が解消されたりする事例もあり、姉妹都市数の増加は頭打ちとなっている。

#### 問題点・提携解消
前述のように、鳥取県境港市と北朝鮮・元山市の姉妹都市提携が、北朝鮮の核実験を理由に破棄されたほか、国レベルの政治的な問題で交流事業が中断されるケースは少なくない。2001年の歴史教科書問題と小泉首相の靖国神社参拝、2005年の竹島問題の際、日韓の自治体交流事業、姉妹都市間での学校や民間団体の交流事業が中止されるケースがあった。中でも竹島問題の当事者である島根県と韓国慶尚北道は、1989年から姉妹道県として交流を続けてきたが、2005年の島根県による「竹島の日」条例制定をめぐって慶尚北道側が提携の破棄を発表した。島根県側はこれを受け入れてはいないが、現在に至るまで交流は再開されていない。
中華人民共和国の都市との間では、2003年に岡山市が台湾の新竹市と姉妹都市提携を結んだ際、協定書に「中華民国」と記載したことについて、先に提携を結んでいた洛陽市が反発、交流の凍結を通告するという事例があった（2006年に再開）。2012年2月には、河村たかし名古屋市長が友好都市の中国南京市の訪問団に対し、南京大虐殺をめぐる発言をしたことで、南京市は名古屋市との交流を当面凍結することを発表し、中国外務省も断交を支持している。
2018年10月2日、大阪市はサンフランシスコが慰安婦像を設置した問題によりサンフランシスコとの姉妹都市関係を解消した
。

### 国内提携
日本国内の自治体どうしの「姉妹都市」「友好都市」提携もおこなわれる。「都市間提携」「地域間提携」の一つとして位置づけられ、姉妹都市協定とともに災害時応援協定が結ばれる場合もある。
日本の国内姉妹都市提携は、国際姉妹都市提携が広がりつつあった1960年代、おもに観光の観点から始まった。藤沢市（神奈川県）と松本市（長野県）は、互いにはない海と山を持つ観光都市として市民による「海と山の交歓会」が1960年に開催されたことが契機となり、1961年7月に「全国に先がけて観光面で姉妹都市」になったとされる（なお、松本市は1958年にソルトレイクシティ市と、藤沢市は1959年にマイアミビーチ市との国際姉妹都市提携を行っていた）。